# 锡韦
锡韦（希臘語：Θήβα），又译为锡瓦，是希腊中希臘大區维奥蒂亚专区的市镇。市镇面积为830.112平方公里，2021年人口数量为32,410人。

## 名称
在其他语言中，古希腊城市和现代市镇可能用相同的单词来指代。而在中文里，现代市镇的名字译为“锡韦”或“锡瓦”；而古希腊城市的名字则译为“底比斯”。

## 行政
现今范围的市镇设立于2011年地方政府改革中，由原4个市镇合并而成，原市镇则成为此市镇的4个市区。锡韦市区（即原锡韦市镇）的面积为321.015平方公里，2021年人口数量为23,930人。